# Lista exponatelor din Muzeul Viticulturii și Pomiculturii Golești

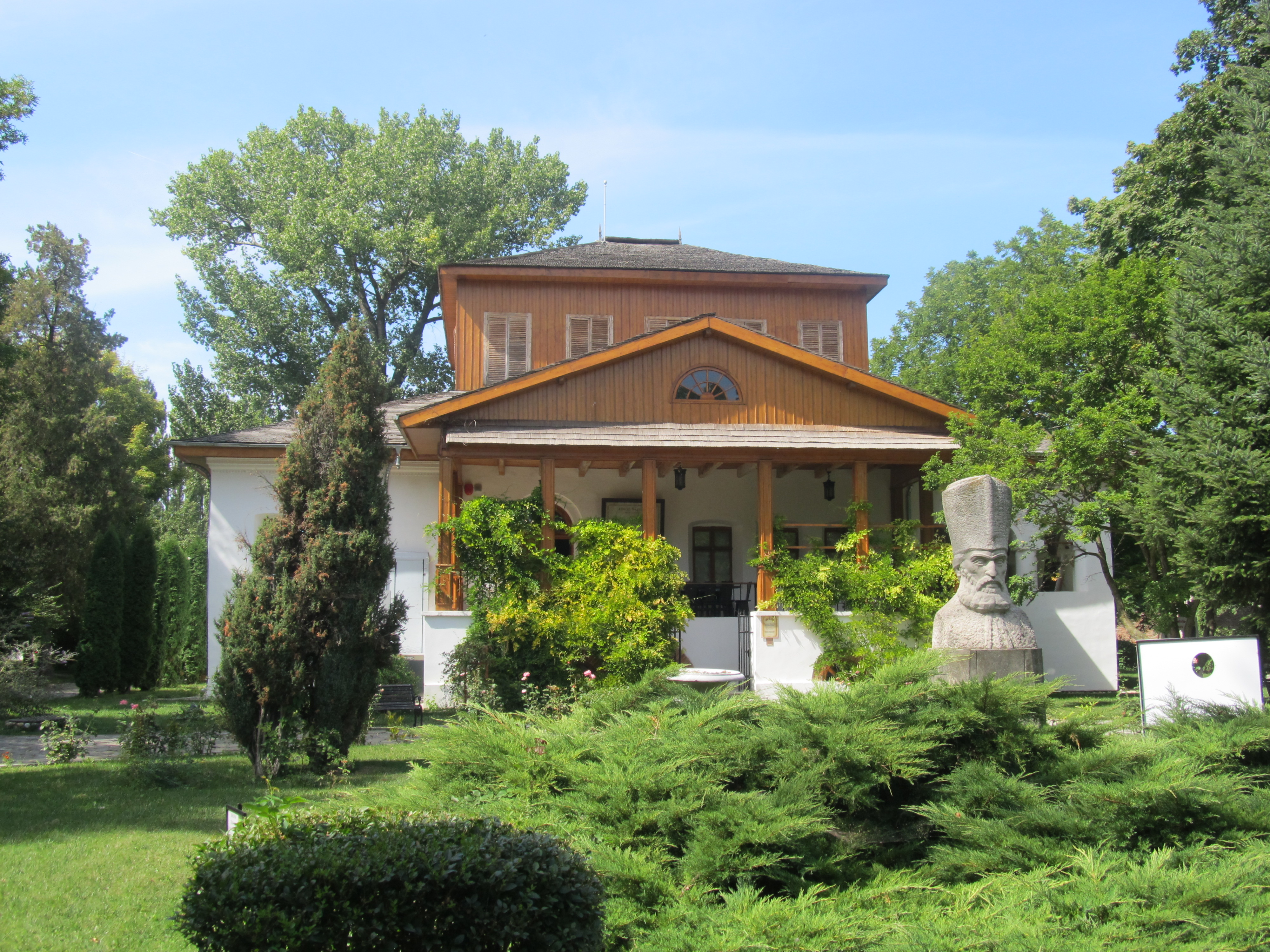
Curtea conacului Golescu

Această pagină conține lista clădirilor și instalațiilor expuse în incintele ansamblurilor de monumente istorice Curtea Goleștilor și Muzeul Viticulturii și Pomiculturii Golești. Primul este compus din conacul familiei Golescu și anexele acestuia, iar al doilea este un muzeu etnografic în aer liber.
|  |

## Legendă
Între numerotarea și denumirile de pe harta fizică, afișată la intrarea în muzeu, și harta interactivă, disponibilă pe site-ul web al acestuia, există numeroase discrepanțe. Deoarece harta interactivă menționează și amenajări de agrement sau instalații sanitare care nu fac obiectul acestui articol, pentru lista de mai jos au fost folosite numerotarea și denumirile exponatelor de pe harta fizică. Chiar și așa, cele două hărți sunt incomplete, în muzeu fiind expuse și construcții sau instalații care nu sunt figurate pe nici una din ele. Acestea au fost adăugate în partea de jos a listei, cu mențiunea  f.n.  (fără număr). Ele sunt în general indicate pe harta alăturată prin markeri fără număr.
De asemenea, în casetele care prezintă detalii despre fiecare obiect în parte a fost adăugată și denumirea, uneori diferită și ea, afișată pe panourile informative montate pe ansamblurile de clădiri, construcții sau instalații, acolo unde această denumire se cunoaște. Aceste cazuri au fost evidențiate în mod explicit prin adăugarea mențiunii „conform panoului informativ” între paranteze.
Pentru o mai bună diferențiere, exponatele din incinta ansamblului conacului familiei Golescu au fost semnalizate pe listă printr-o numerotare cu culoare portocalie, iar cele ale muzeului etnografic în aer liber prin numerotare cu culori variate, în funcție de zona etnografică de unde provin, conform legendei de mai jos.

### Legenda culorilor
Curtea Goleștilor
     Exponate
Muzeul etnografic în aer liber
     Banat
     Dobrogea
     Maramureș
     Moldova
     Muntenia
     Oltenia
     Transilvania
     origine etnografică necunoscută

## Curtea Goleștilor

### Foișorul lui Tudor Vladimirescu
| Foișorul lui Tudor Vladimirescu | 1 Foișorul lui Tudor Vladimirescu · Pagina muzeului · Datare: mijlocul secolului al XVII-lea, refăcut la începutul secolului al XIX-lea · Coordonate în muzeu: 44°50′22″N 24°57′49″E / 44.839490°N 24.963509°E · cod LMI AG-II-m-A-13697.08 · Materiale media legate de Foișorul lui Tudor Vladimirescu la Wikimedia Commons |

### Școala slobodă obștească (1826)
| Școala slobodă obștească (1826) | 2 Școala slobodă obștească (1826) · Pagina muzeului · Datare: 1826 · Coordonate în muzeu: 44°50′23″N 24°57′49″E / 44.839584°N 24.9635928°E · cod LMI AG-II-m-A-13697.04 · Materiale media legate de Școala slobodă obștească (1826) la Wikimedia Commons |

### Bolniță. Expoziție temporară. Magazin de artă populară
| Bolniță. Expoziție temporară. Magazin de artă populară | 3 Bolniță. Expoziție temporară. Magazin de artă populară · Pagina muzeului · Datare: 1784-1807 · Coordonate în muzeu: 44°50′22″N 24°57′48″E / 44.839408°N 24.963368°E · cod LMI AG-II-m-A-13697.03 · Materiale media legate de Bolniță. Expoziție temporară. Magazin de artă populară la Wikimedia Commons |

### Casa Golești - 1640 (secția memorială)
| Casa Golești - 1640 (secția memorială) | 4 Casa Golești - 1640 (secția memorială) · Pagina muzeului · Datare: 1639-1640 · Coordonate în muzeu: 44°50′23″N 24°57′46″E / 44.8398386°N 24.962808°E · cod LMI AG-II-m-A-13697.01 · Materiale media legate de Casa Golești - 1640 (secția memorială) la Wikimedia Commons |

### Secția istorie
| Secția istorie | 5 Secția istorie · Datare: 1784-1807 · Coordonate în muzeu: 44°50′22″N 24°57′44″E / 44.839437°N 24.962232°E · cod LMI AG-II-m-A-13697.03 · Materiale media legate de Secția istorie la Wikimedia Commons |

### Secția etnografie și artă populară a județului Argeș
| Secția etnografie și artă populară a județului Argeș | 6 Secția etnografie și artă populară a județului Argeș · Pagina muzeului · Datare: 1784-1807 · Coordonate în muzeu: 44°50′24″N 24°57′44″E / 44.839962°N 24.962242°E · cod LMI AG-II-m-A-13697.03 · Materiale media legate de Secția etnografie și artă populară a județului Argeș la Wikimedia Commons |

### Baia turcească (sec. XVIII)
| Baia turcească | 7 Baia turcească · (nume conform panoului informativ) · Datare: secolul al XVIII-lea · Coordonate în muzeu: 44°50′25″N 24°57′46″E / 44.840307°N 24.962679°E · cod LMI AG-II-m-A-13697.02 · Materiale media legate de Baia turcească la Wikimedia Commons |

### Turn de apărare
| Turn de apărare | 8 Turn de apărare · Datare: secolul al XVIII-lea · Coordonate în muzeu: · 044°50′20″N 24°57′46″E / 44.838944°N 24.962874°E · 044°50′23″N 24°57′43″E / 44.839641°N 24.961811°E · 044°50′25″N 24°57′46″E / 44.840374°N 24.962673°E · 044°50′23″N 24°57′50″E / 44.839603°N 24.963755°E · Materiale media legate de Turn de apărare la Wikimedia Commons |

### Grup statuar: Rotonda Goleștilor
| Grup statuar: Rotonda Goleștilor | 9 Grup statuar: Rotonda Goleștilor · Coordonate în muzeu: 44°50′22″N 24°57′46″E / 44.839523°N 24.962770°E · Materiale media legate de Grup statuar: Rotonda Goleștilor la Wikimedia Commons |

### Lacul
| Lacul | 10 Lacul · Coordonate în muzeu: 44°50′25″N 24°57′50″E / 44.840397°N 24.963788°E · cod LMI AG-II-m-A-13697.11 · Materiale media legate de Lacul la Wikimedia Commons |

### Mormântul lui Alexandru C. Golescu Albu și al nepotului său, Alexandru Racoviță
| Mormântul lui Alexandru C. Golescu Albu și al nepotului său, Alexandru Racoviță | 11 Mormântul lui Alexandru C. Golescu Albu și al nepotului său, Alexandru Racoviță · Coordonate în muzeu: 44°50′26″N 24°57′49″E / 44.840574°N 24.963591°E · cod LMI AG-II-m-A-13697.11 · Materiale media legate de Mormântul lui Alexandru C. Golescu Albu și al nepotului său, Alexandru Racoviță la Wikimedia Commons |

### Chioșcul parcului
| Chioșcul parcului | 12 Chioșcul parcului · Coordonate în muzeu: 44°50′28″N 24°57′53″E / 44.841078°N 24.964724°E · cod LMI AG-II-m-A-13697.10 · Materiale media legate de Chioșcul parcului la Wikimedia Commons |

## Muzeul etnografic în aer liber

### Gospodăria pomicolă Jugur-Muscel
| Gospodărie pomicolă zona Jugur-Muscel | 13 Gospodărie pomicolă zona Jugur-Muscel · (nume conform panoului informativ) · ETNOMON · Datare: secolul al XIX-lea · Coordonate în muzeu: 44°50′28″N 24°57′46″E / 44.841176°N 24.962810°E · Localitatea de origine: Jugur, comuna Poienarii de Muscel, Argeș (casă); comuna Boțești, Argeș (pimniță); Câmpulung Muscel (grajd cu fânar, povarnă din piatră); comuna Săpata, Argeș (timnic) · Materiale media legate de Gospodărie pomicolă zona Jugur-Muscel la Wikimedia Commons |

Casă cu trei încăperi, cu sală pe două laturi; piatră de râu; lemn de brad; acoperiș în patru ape; învelitoare din șiță de brad.

### Gospodăria pomicolă Schitu-Argeș
| Gospodărie pomicolă zona Cuca-Argeș | 14 Gospodărie pomicolă zona Cuca-Argeș · (nume conform panoului informativ) · ETNOMON · Datare: secolul al XIX-lea · Coordonate în muzeu: 44°50′29″N 24°57′45″E / 44.841281°N 24.962460°E · Localitatea de origine: Schitu, comuna Nicolae Bălcescu, Vâlcea (casă - menționată eronat pe planul ansamblului muzeului ca aparținând județului Argeș); comuna Cuca, Argeș (magazie); comuna Săpata, Argeș (pimniță, pătul pe magazie); Lăunele, comuna Dănicei, Vâlcea (hambar) · Materiale media legate de Gospodărie pomicolă zona Cuca-Argeș la Wikimedia Commons |

Casă cu două încăperi, foișor plasat lateral și sala semiînchisă; paiantă; lemn de brad; acoperiș în patru ape; învelitoare din paie de secară

### Gospodăria pomicolă Olt
| Gospodărie pomi-viticolă zona Scornicești-Olt | 15 Gospodărie pomi-viticolă zona Scornicești-Olt · (nume conform panoului informativ) · Datare: secolul al XIX-lea · Coordonate în muzeu: 44°50′28″N 24°57′45″E / 44.840975°N 24.962549°E · Localitatea de origine: Scornicești, județul Olt · Materiale media legate de Gospodărie pomi-viticolă zona Scornicești-Olt la Wikimedia Commons |

### Gospodăria viticolă Drăgășani-Vâlcea
| Gospodărie viticolă zona Drăgășani-Vâlcea | 16 Gospodărie viticolă zona Drăgășani-Vâlcea · (nume conform panoului informativ) · ETNOMON · Datare: a doua jumătate a secolului al XIX-lea · Coordonate în muzeu: 44°50′27″N 24°57′44″E / 44.840945°N 24.962187°E · Localitatea de origine: Drăgășani, județul Vâlcea · Materiale media legate de Gospodărie viticolă zona Drăgășani-Vâlcea la Wikimedia Commons |

### Conac de deal Curțișoara-Gorj
| Ansamblul viticol temporar Conac de deal-zona Gorj | 17 Ansamblul viticol temporar Conac de deal-zona Gorj · (nume conform panoului informativ) · Datare: secolul al XIX-lea · Coordonate în muzeu: 44°50′26″N 24°57′44″E / 44.840583°N 24.962230°E · Localitatea de origine: Curtișoara, Bumbești-Jiu, județul Gorj · Materiale media legate de Ansamblul viticol temporar Conac de deal-zona Gorj la Wikimedia Commons |

### Gospodăria viticolă Glodeni-Gorj
| Gospodăria viticolă zona Glodeni-Gorj | 18 Gospodăria viticolă zona Glodeni-Gorj · (nume conform panoului informativ) · ETNOMON · Datare: sfârșitul secolului al XVIII-lea - 3/4 secolul al XIX-lea; 1796-1875 · Coordonate în muzeu: 44°50′26″N 24°57′43″E / 44.840659°N 24.961806°E · Localitatea de origine: Glodeni, comuna Bălănești, Gorj (menționată eronat pe planul ansamblului muzeului ca aparținând județului Argeș) · Materiale media legate de Gospodăria viticolă zona Glodeni-Gorj la Wikimedia Commons |

### Gospodăria pomi-viticolă Bălești-Gorj
| Gospodărie pomi-viticolă zona Bălești-Gorj | 19 Gospodărie pomi-viticolă zona Bălești-Gorj · (nume conform panoului informativ) · Datare: secolul al XIX-lea · Coordonate în muzeu: 44°50′27″N 24°57′41″E / 44.840758°N 24.961479°E · Localitatea de origine: Bălești (casă, pimniță, pimniță cu șopru, pătul) și Ceauru (jimniță), comuna Bălești, Gorj · Materiale media legate de Gospodărie pomi-viticolă zona Bălești-Gorj la Wikimedia Commons |

### Gospodăria pomicolă Mehedinți
| Gospodărie pomicolă zona Mehedinți | 20 Gospodărie pomicolă zona Mehedinți · (nume conform panoului informativ) · Datare: secolul al XIX-lea · Coordonate în muzeu: 44°50′27″N 24°57′40″E / 44.840855°N 24.961194°E · Localitatea de origine: Cerna-Vârf, comuna Isverna, Mehedinți (casa Tătucilor, casa Șeitan); Ploștina, municipiul Motru, Gorj (pimniță, porți cu tăblii, poartă cu acoperiș); Negoești, orașul Baia de Aramă, Mehedinți (pătul pe coteț, căzănie din piatră) · Materiale media legate de Gospodărie pomicolă zona Mehedinți la Wikimedia Commons |

### Gospodăria pomicolă Timiș
| Gospodăria pomicolă Timiș | 21 Gospodăria pomicolă Timiș Datare: secolul al XIX-lea Coordonate în muzeu: 44°50′28″N 24°57′37″E / 44.841034°N 24.960213°E |

### Gospodăria viticolă Dolj
| Gospodărie viticolă zona Dolj | 22 Gospodărie viticolă zona Dolj · (nume conform panoului informativ) · ETNOMON · Datare: secolul al XIX-lea · Coordonate în muzeu: 44°50′28″N 24°57′41″E / 44.841222°N 24.961296°E · Localitatea de origine: Puțuri, comuna Castranova, Dolj (bordei); Dobridor, comuna Moțăței, Dolj (casă cu foișor) · Materiale media legate de Gospodărie viticolă zona Dolj la Wikimedia Commons |

Construcție semiîngropată; lemn de stejar; cărămidă; acoperiș în două ape; învelitoare din paie.

### Biserica de lemn Cotmeana-Argeș
| Biserica de lemn Cotmeana-Argeș | 23 Biserica de lemn Cotmeana-Argeș · Pagina muzeului • ETNOMON · Datare: 1813-1814 · Coordonate în muzeu: 44°50′28″N 24°57′42″E / 44.841026°N 24.961734°E · Localitatea de origine: Drăguțești, comuna Cotmeana, Argeș · Materiale media legate de Biserica de lemn Cotmeana-Argeș la Wikimedia Commons |

Construcție în plan de navă (pridvor, pronaos și naos); bârne de stejar (pronaosul despărțit de naos prin băni masive de stejar); acoperiș în două ape; învelitoare din șindrilă din lemn de stejar.

### Gospodăria pomicolă Vulturești-Muscel
| Gospodărie pomicolă zona Davidești-Vulturești, Muscel | 24 Gospodărie pomicolă zona Davidești-Vulturești, Muscel · (nume conform panoului informativ) · ETNOMON · Datare: secolul al XIX-lea · Coordonate în muzeu: 44°50′29″N 24°57′43″E / 44.841304°N 24.961927°E · Localitatea de origine: comuna Davidești, Argeș (casă); comuna Vulturești, Argeș (casă, povarnă, magazie, grajd cu fânar, pătul); Voinești, comuna Lerești, Argeș (poartă) · Materiale media legate de Gospodărie pomicolă zona Davidești-Vulturești, Muscel la Wikimedia Commons |

### Gospodăria pomicolă Moeciu-Brașov
| Gospodărie pomicolă zona Moeciu-Brașov | 25 Gospodărie pomicolă zona Moeciu-Brașov · (nume conform panoului informativ) · Datare: secolul al XIX-lea · Coordonate în muzeu: 44°50′30″N 24°57′42″E / 44.841581°N 24.961616°E · Localitatea de origine: Peștera, comuna Moieciu, Brașov (casă cu ocol întărit) · Materiale media legate de Gospodărie pomicolă zona Moeciu-Brașov la Wikimedia Commons |

### Gospodăria pomicolă din Valea Lungă-Gorgota
| Gospodărie pomicolă zona Dâmbovița | 26 Gospodărie pomicolă zona Dâmbovița · (nume conform panoului informativ) · Datare: secolul al XIX-lea · Coordonate în muzeu: 44°50′30″N 24°57′43″E / 44.841668°N 24.962042°E · Localitatea de origine: Izvoru, comuna Valea Lungă, Dâmbovița (casă); Cândești-Vale, comuna Cândești, Dâmbovița (pimniță cu timnic); comuna Voinești, Dâmbovița (povarnă); Priboiu, comuna Tătărani, Dâmbovița (grajd) · Materiale media legate de Gospodărie pomicolă zona Dâmbovița la Wikimedia Commons |

### Gospodăria viticolă Muscel-Podgoria
| Gospodăria viticolă zona Muscel-Podgoria Ștefănești | 27 Gospodăria viticolă zona Muscel-Podgoria Ștefănești · (nume conform panoului informativ) · Datare: secolul al XIX-lea · Coordonate în muzeu: 44°50′30″N 24°57′45″E / 44.841633°N 24.962494°E · Localitatea de origine: orașul Ștefănești, Argeș (casă); Livezile, comuna Valea Mare, Dâmbovița (pimniță cu sală închisă cu pălimar); Viișoara, orașul Ștefănești, Argeș (pimniță din stejar); comuna Călinești, Argeș (pătul din nuiele); Jupânești, comuna Coșești, Argeș (porți cu acoperiș) · Materiale media legate de Gospodăria viticolă zona Muscel-Podgoria Ștefănești la Wikimedia Commons |

### Gospodăria viticolă Teleorman
| Gospodărie pomi-viticolă zona Teleorman | 28 Gospodărie pomi-viticolă zona Teleorman · (nume conform panoului informativ) · Datare: secolul al XIX-lea · Coordonate în muzeu: 44°50′31″N 24°57′45″E / 44.841873°N 24.962578°E · Localitatea de origine: Slăvești, comuna Tătărăștii de Jos, Teleorman (casă, magazie pentru grâu); Broșteni, orașul Costești, Argeș (povarnă, pătul pe magazie) · Materiale media legate de Gospodărie pomi-viticolă zona Teleorman la Wikimedia Commons |

### Gospodăria pomicolă Buzău
| Gospodărie pomicolă zona Chiojdu-Buzău | 29 Gospodărie pomicolă zona Chiojdu-Buzău · (nume conform panoului informativ) · ETNOMON · Datare: secolul al XIX-lea · Coordonate în muzeu: 44°50′32″N 24°57′44″E / 44.842189°N 24.962125°E · Localitatea de origine: comuna Chiojdu, Buzău (casă, povarnă semi-îngropată, grajd, coteț pentru păsări); Mlăjet (magazie) și Păltineni (lojniță), oraș Nehoiu, Buzău · Materiale media legate de Gospodărie pomicolă zona Chiojdu-Buzău la Wikimedia Commons |

Construcție cu un nivel (pivniță și casa de locuit), cu patru încăperi și pridvor (tindă, camera curată, camera de locuit și bucătărie); piatră de râu; lemn de brad; acoperiș în patru ape; învelitoare din șiță. Gard în stare bună, cumpărat din Păltineni - Buzău cu actul nr. 176/10 03 1968, având nr. de inventar 2747/9; porțille și gardul au fost restaurate în 1993.

### Gospodăria viticolă Constanța
| Gospodărie viticolă zona Ostrov-Dobrogea | 30 Gospodărie viticolă zona Ostrov-Dobrogea · (nume conform panoului informativ) · ETNOMON · Datare: secolul al XIX-lea · Coordonate în muzeu: 44°50′32″N 24°57′46″E / 44.842266°N 24.962774°E · Localitatea de origine: comuna Ostrov, Constanța (casă cu cârciumă); comuna Lipnița, Constanța (hambar); Floriile, comuna Aliman, Constanța (hambar) · Materiale media legate de Gospodărie viticolă zona Ostrov-Dobrogea la Wikimedia Commons |

Casă cu patru încăperi; sală în față (în care funcționa cârciuma); cărămidă; lemn; acoperiș în patru ape; învelitoare din olane.

### Han Posești-Prahova
| Han de răscruce Posești-Pământeni, Prahova | 31 Han de răscruce Posești-Pământeni, Prahova · (nume conform panoului informativ) · Pagina muzeului • ETNOMON · Datare: 1860 · Coordonate în muzeu: 44°50′32″N 24°57′45″E / 44.842356°N 24.962422°E · Localitatea de origine: Poseștii-Pământeni, comuna Posești, Prahova · Materiale media legate de Han de răscruce Posești-Pământeni, Prahova la Wikimedia Commons |

Casă cu pridvor (cu cinci încăperi); lemn de stejar; acoperiș în patru ape; învelitoare din șiță.

### Gospodăria viticolă Vrancea
| Gospodăria viticolă Vrancea | 32 Gospodăria viticolă Vrancea Coordonate în muzeu: 44°50′34″N 24°57′43″E / 44.842647°N 24.961920°E |

### Teasc cu șop Calbor-Brașov
| Teasc cu șop | 33 Teasc cu șop · (nume conform panoului informativ) · Datare: 1884 · Coordonate în muzeu: 44°50′29″N 24°57′38″E / 44.841341°N 24.960463°E · Localitatea de origine: Calbor, comuna Beclean, Brașov · Materiale media legate de Teasc cu șop la Wikimedia Commons |

### Pimnița de deal Negoești-Mehedinți
| Pimniță | 34 Pimniță · (nume conform panoului informativ) · Datare: 3/4 secolul al XIX-lea · Coordonate în muzeu: 44°50′29″N 24°57′38″E / 44.841454°N 24.960555°E · Localitatea de origine: Negoești, orașul Baia de Aramă, Mehedinți · Materiale media legate de Pimniță la Wikimedia Commons |

### Conac de deal zona Bălănești-Gorj
| Conac de deal zona Bălănești-Gorj | 35 Conac de deal zona Bălănești-Gorj · (nume conform panoului informativ) · Datare: secolul al XIX-lea · Coordonate în muzeu: 44°50′30″N 24°57′38″E / 44.841588°N 24.960652°E · Localitatea de origine: comuna Bălănești, Gorj · Materiale media legate de Conac de deal zona Bălănești-Gorj la Wikimedia Commons |

### Pimnița de deal Dobrița-Gorj
| Pimniță cu boltă | 36 Pimniță cu boltă · (nume conform panoului informativ) · Datare: cca 1840 · Coordonate în muzeu: 44°50′30″N 24°57′39″E / 44.841709°N 24.960825°E · Localitatea de origine: Dobrița, comuna Runcu, Gorj · Materiale media legate de Pimniță cu boltă la Wikimedia Commons |

### Pimnița Țara Loviștei
| Pimniță | 37 Pimniță · (nume conform panoului informativ) · Datare: 4/4 secolul al XIX-lea · Coordonate în muzeu: 44°50′30″N 24°57′40″E / 44.841608°N 24.961011°E · Localitatea de origine: Podeni, comuna Perișani, Vâlcea · Materiale media legate de Pimniță la Wikimedia Commons |

### Pimnița Albota-Argeș
| Pimniță | 38 Pimniță · (nume conform panoului informativ) · Datare: 3/4 secolul al XIX-lea · Coordonate în muzeu: 44°50′30″N 24°57′40″E / 44.841679°N 24.961050°E · Localitatea de origine: comuna Albota, Argeș · Materiale media legate de Pimniță la Wikimedia Commons |

### Pimnița de deal Hârtiești-Muscel
| Pimniță cu sală | 39 Pimniță cu sală · (nume conform panoului informativ) · ETNOMON · Datare: 2/4 secolul al XIX-lea · Coordonate în muzeu: 44°50′30″N 24°57′40″E / 44.841740°N 24.961095°E · Localitatea de origine: comuna Hârtiești, Argeș · Materiale media legate de Pimniță cu sală la Wikimedia Commons |

Construcție anexă monocelulară (pivniță cu prispă); bârne masive din stejar; acoperiș în patru ape; învelitoare din șindrilă de stejar.

### Pimnița cu beci Boțești-Muscel
| Pimniță pe beci | 40 Pimniță pe beci · (nume conform panoului informativ) · ETNOMON · Datare: 3/4 secolul al XIX-lea · Coordonate în muzeu: 44°50′30″N 24°57′39″E / 44.841787°N 24.960928°E · Localitatea de origine: comuna Boțești, Argeș · Materiale media legate de Pimniță pe beci la Wikimedia Commons |

Construcție anexă monocelulară; bârne de stejar cioplite; acoperiș în patru ape; învelitoare din șiță de brad.

### Pimnița Dragodana-Dâmbovița
| Pimniță | 41 Pimniță · (nume conform panoului informativ) · Datare: 3/4 secolul al XIX-lea · Coordonate în muzeu: 44°50′31″N 24°57′40″E / 44.841866°N 24.961021°E · Localitatea de origine: comuna Dragodana, Dâmbovița · Materiale media legate de Pimniță la Wikimedia Commons |

### Povarna Moșoaia
| Povarnă | 42 Povarnă · (nume conform panoului informativ) · Datare: secolul al XIX-lea · Coordonate în muzeu: 44°50′31″N 24°57′40″E / 44.842030°N 24.961158°E · Localitatea de origine: comuna Moșoaia, Argeș · Materiale media legate de Povarnă la Wikimedia Commons |

### Povarna Starchiojd-Prahova
| Povarnă semi-îngropată | 43 Povarnă semi-îngropată · (nume conform panoului informativ) · Datare: 1912 · Coordonate în muzeu: 44°50′32″N 24°57′42″E / 44.842173°N 24.961589°E · Localitatea de origine: comuna Starchiojd, Prahova · Materiale media legate de Povarnă semi-îngropată la Wikimedia Commons |

### Crama (pimnița) Popești-Vrancea
| Crama (pimnița) Popești-Vrancea | 44 Crama (pimnița) Popești-Vrancea Datare: ? Localitatea de origine: comuna Popești, Vrancea |

### Pavilion depozitare, ateliere, laboratoare
| Pavilion depozitare, ateliere, laboratoare | 45 Pavilion depozitare, ateliere, laboratoare Coordonate în muzeu: 44°50′25″N 24°57′40″E / 44.840167°N 24.961187°E |

### Gospodăria viticolă Prahova
| Gospodărie viticolă zona Prahova | 46 Gospodărie viticolă zona Prahova · (nume conform panoului informativ) · Datare: 1/4 secolul al XIX-lea · Coordonate în muzeu: 44°50′32″N 24°57′46″E / 44.842084°N 24.962755°E · Localitatea de origine: orașul Vălenii de Munte, Prahova (casă); comuna Valea Călugărească, Prahova (pimniță) · Materiale media legate de Gospodărie viticolă zona Prahova la Wikimedia Commons |

### Școala oraș Comănești-sat Leurda
| Școala sătească zona Leurda Comănești-Bacău | 47 Școala sătească zona Leurda Comănești-Bacău · (nume conform panoului informativ) · Pagina muzeului · Datare: secolul al XIX-lea · Coordonate în muzeu: 44°50′30″N 24°57′41″E / 44.841722°N 24.961344°E · Localitatea de origine: orașul Comănești, Bacău · Materiale media legate de Școala sătească zona Leurda Comănești-Bacău la Wikimedia Commons |

### Gospodăria viticolă Alba
| Gospodărie viticolă zona Ighiu-Alba | 48 Gospodărie viticolă zona Ighiu-Alba · (nume conform panoului informativ) · ETNOMON · Datare: secolul al XIX-lea · Coordonate în muzeu: 44°50′31″N 24°57′36″E / 44.841947°N 24.960009°E · Localitatea de origine: Ighiel, comuna Ighiu, Alba (casă, șură); comuna Sălciua, Alba (cămară) · Materiale media legate de Gospodărie viticolă zona Ighiu-Alba la Wikimedia Commons |

Casă cu două încăperi; pivniță (în partea stângă a casei), piatră de râu; paiantă; lemn de brad; acoperiș în patru ape; învelitoare din paie de secară. Construcție anexă cu o încăpere centrală și două laterale; paiantă; lemn de brad; acoperiș în patru ape; învelitoare din paie de secară.

### Gospodăria pomicolă Hațeg
| Gospodăria pomicolă Hațeg | 49 Gospodăria pomicolă Hațeg ETNOMON Coordonate în muzeu: 44°50′32″N 24°57′35″E / 44.842109°N 24.959793°E Localitatea de origine: comuna Sarmizegetusa, Hunedoara (casă); Almașu Mic de Munte, comuna Balșa, Hunedoara (cămară), Ohaba-Sibișel, comuna Râu de Mori, Hunedoara (șură) |

Ansamblul este format din construcția Cămară pe beci, construcția Casă de locuit, construcția Șură cu grajd din lemn. Casă cu două încăperi; lemn de fag; acoperiș în patru ape; învelitoare din șiță. Construcție anexă cu două încăperi (cămară și beci); piatră de râu (temelia și scara); lemn de fag; acoperiș în patru ape; învelitoare din paie de secară.

### Gospodăria pomicolă Alba
| Gospodăria pomicolă Alba | 50 Gospodăria pomicolă Alba Datare: secolul al XIX-lea Coordonate în muzeu: 44°50′32″N 24°57′37″E / 44.842320°N 24.960327°E Localitatea de origine: comuna Sălciua, Alba |

### Gospodăria pomicolă Maramureș
| Gospodăria pomicolă Maramureș | 51 Gospodăria pomicolă Maramureș Coordonate în muzeu: 44°50′31″N 24°57′32″E / 44.841979°N 24.958818°E |

### Gospodăria pomicolă Lunca Ilvei-Bistrița Năsăud
| Gospodăria pomicolă Lunca Ilvei-Bistrița Năsăud | 52 Gospodăria pomicolă Lunca Ilvei-Bistrița Năsăud Datare: secolul al XIX-lea Coordonate în muzeu: 44°50′34″N 24°57′34″E / 44.842820°N 24.959563°E Localitatea de origine: comuna Lunca Ilvei, Bistrița-Năsăud |

### Gospodăria pomicolă Rădășeni-Bucovina
| Gospodăria pomicolă Rădășeni-Bucovina | 53 Gospodăria pomicolă Rădășeni-Bucovina Datare: secolul al XIX-lea Coordonate în muzeu: 44°50′35″N 24°57′35″E / 44.843072°N 24.959800°E Localitatea de origine: comuna Rădășeni, Suceava |

### Gospodăria viticolă Vaslui
| Gospodăria viticolă Vaslui | 54 Gospodăria viticolă Vaslui Datare: secolul al XIX-lea Coordonate în muzeu: 44°50′37″N 24°57′37″E / 44.843718°N 24.960288°E Localitatea de origine: comuna Zăpodeni, Vaslui, comuna Asău, Bacău |

### Șopru de Vedea
| Povarnă | 55 Povarnă · (nume conform panoului informativ) · Datare: secolul al XIX-lea · Coordonate în muzeu: 44°50′32″N 24°57′41″E / 44.842126°N 24.961289°E · Localitatea de origine: comuna Vedea, Argeș · Materiale media legate de Povarnă la Wikimedia Commons |

## Biserica familiei Golescu

### Biserica Goleștilor (1646)
| Biserica Goleștilor (1646) | 56 Biserica Goleștilor (1646) · Datare: 1646 · Coordonate în muzeu: 44°50′20″N 24°57′49″E / 44.838917°N 24.963736°E · cod LMI AG-II-m-A-13698.01 · Materiale media legate de Biserica Goleștilor (1646) la Wikimedia Commons |

## Exponate care nu figurează pe planul expus la intrare

### Fântâna Goleștilor
| Fântâna Goleștilor | f.n. Fântâna Goleștilor · Nu figurează pe plan · Datare: mijlocul secolului al XVII-lea · Coordonate în muzeu: · 044°50′22″N 24°57′49″E / 44.83941°N 24.963492°E · 044°50′22″N 24°57′49″E / 44.839482°N 24.963591°E · Localitatea de origine: Golești, orașul Ștefănești, Argeș · cod LMI AG-II-m-A-13697.05 · Materiale media legate de Fântâna Goleștilor la Wikimedia Commons |

### Cruce de hotar (Curtea Goleștilor)
| Cruce de hotar | f.n. Cruce de hotar · (nume conform panoului informativ) · Nu figurează pe plan · Datare: iunie 1664 · Coordonate în muzeu: 44°50′25″N 24°57′48″E / 44.840366°N 24.963240°E · Materiale media legate de Cruce de hotar la Wikimedia Commons |

### Gospodăria pomicolă zona Topana-Olt
| Gospodărie pomicolă zona Topana-Olt | f.n. Gospodărie pomicolă zona Topana-Olt · (nume conform panoului informativ) · Nu figurează pe plan · Datare: secolul al XIX-lea · Coordonate în muzeu: 44°50′27″N 24°57′45″E / 44.840836°N 24.962449°E · Localitatea de origine: comuna Topana, Olt · Materiale media legate de Gospodărie pomicolă zona Topana-Olt la Wikimedia Commons |

### Cămară pe beci
| Cămară pe beci | f.n. Cămară pe beci · (nume conform panoului informativ) · Nu figurează pe plan · Datare: 4/4 secolul al XIX-lea · Coordonate în muzeu: 44°50′31″N 24°57′40″E / 44.841935°N 24.961069°E · Localitatea de origine: comuna Râu de Mori, Hunedoara · Materiale media legate de Cămară pe beci la Wikimedia Commons |

### Primăria rurală Hârsești-Argeș
| Primăria rurală Hârsești-Argeș | f.n. Primăria rurală Hârsești-Argeș · (nume conform panoului informativ) · Nu figurează pe plan · Pagina muzeului · Datare: 1910-1911 · Coordonate în muzeu: 44°50′28″N 24°57′39″E / 44.841°N 24.960839°E · Localitatea de origine: comuna Hârsești, Argeș · Materiale media legate de Primăria rurală Hârsești-Argeș la Wikimedia Commons |

### Gospodăria de dogar din Stănești
| Gospodărie de dogar zona Muscel | f.n. Gospodărie de dogar zona Muscel · (nume conform panoului informativ) · Nu figurează pe plan · Datare: secolul al XIX-lea · Coordonate în muzeu: 44°50′29″N 24°57′46″E / 44.841499°N 24.962715°E · Localitatea de origine: Rădești, comuna Stâlpeni, Argeș (casă de dogar, atelier de dogar); comuna Mihăești, Argeș (poartă) · Materiale media legate de Gospodărie de dogar zona Muscel la Wikimedia Commons |

### Cruce de hotar
| Cruce de hotar | f.n. Cruce de hotar · Nu figurează pe plan · Coordonate în muzeu: 44°50′30″N 24°57′44″E / 44.841774°N 24.962203°E · Materiale media legate de Cruce de hotar la Wikimedia Commons |

### Cruci de hotar
| Cruci de hotar | f.n. Cruci de hotar · (nume conform panourilor informative) · Nu figurează pe plan · Datare: 1597-1772 · Coordonate în muzeu: · 044°50′28″N 24°57′40″E / 44.841185°N 24.960986°E · 044°50′28″N 24°57′40″E / 44.841178°N 24.961017°E · 044°50′28″N 24°57′40″E / 44.841172°N 24.961043°E · 044°50′28″N 24°57′40″E / 44.841159°N 24.961087°E · 044°50′28″N 24°57′40″E / 44.841152°N 24.961117°E · Localitatea de origine: județul Argeș · Materiale media legate de Cruci de hotar la Wikimedia Commons |

### Alte cruci de hotar
| Cruci de hotar | f.n. Cruci de hotar · (nume conform panourilor informative) · Nu figurează pe plan · Coordonate în muzeu: · 044°50′28″N 24°57′41″E / 44.841042°N 24.961397°E · 044°50′28″N 24°57′41″E / 44.841053°N 24.961363°E · 044°50′28″N 24°57′41″E / 44.841069°N 24.961337°E · Localitatea de origine: județul Argeș · Materiale media legate de Cruci de hotar la Wikimedia Commons |

### Troiță cu icoană zona Cuca-Argeș
| Troiță cu icoană zona Cuca-Argeș | f.n. Troiță cu icoană zona Cuca-Argeș · (nume conform panoului informativ) · Nu figurează pe plan · Datare: secolul al XIX-lea · Coordonate în muzeu: 44°50′31″N 24°57′43″E / 44.841862°N 24.962021°E · Localitatea de origine: comuna Cuca, Argeș · Materiale media legate de Troiță cu icoană zona Cuca-Argeș la Wikimedia Commons |

### Troiță cu trei cruci zona Ciomăgești-Argeș
| Troiță cu trei cruci zona Ciomăgești-Argeș | f.n. Troiță cu trei cruci zona Ciomăgești-Argeș · (nume conform panoului informativ) · Nu figurează pe plan · Datare: secolul al XIX-lea · Coordonate în muzeu: 44°50′28″N 24°57′38″E / 44.841114°N 24.960669°E · Localitatea de origine: comuna Cuca, Argeș · Materiale media legate de Troiță cu trei cruci zona Ciomăgești-Argeș la Wikimedia Commons |

### Troiță din Moșoaia-Argeș
| Troiță din Moșoaia Argeș | f.n. Troiță din Moșoaia Argeș · (nume conform panoului informativ) · Nu figurează pe plan · Datare: secolul XX · Coordonate în muzeu: 44°50′26″N 24°57′45″E / 44.840628°N 24.962628°E · Localitatea de origine: comuna Moșoaia, Argeș · Materiale media legate de Troiță din Moșoaia Argeș la Wikimedia Commons |

### Povarnă din piatră
| Povarnă din piatră | f.n. Povarnă din piatră · (nume conform panoului informativ) · Nu figurează pe plan · Datare: 1/2 secolul al XX-lea · Coordonate în muzeu: 44°50′28″N 24°57′47″E / 44.841192°N 24.963149°E · Localitatea de origine: orașul Câmpulung-Muscel, Argeș · Materiale media legate de Povarnă din piatră la Wikimedia Commons |

### Fântână cu roată
| Fântână cu roată | f.n. Fântână cu roată · Nu figurează pe plan · Coordonate în muzeu: 44°50′30″N 24°57′44″E / 44.841800°N 24.962152°E · Materiale media legate de Fântână cu roată la Wikimedia Commons |

### Sectorul specializat de linguri și teascuri
| Sectorul specializat de linguri și teascuri | f.n. Sectorul specializat de linguri și teascuri · Coordonate în muzeu: 44°50′30″N 24°57′47″E / 44.841528°N 24.963001°E · Materiale media legate de Sectorul specializat de linguri și teascuri la Wikimedia Commons |